# La Maison du mystère (film, 1923)
Pour les articles homonymes, voir La Maison du mystère.
Pour plus de détails, voir Fiche technique et Distribution.
La Maison du mystère est un film français réalisé par Alexandre Volkoff, sorti en 1923. Adapté du roman éponyme du feuilletoniste Jules Mary, ce film à épisodes met en scène sur dix chapitres les acteurs Ivan Mosjoukine et Charles Vanel.

## Synopsis
Julien Villandrit, jeune homme sémillant et sportif, est aussi l'heureux propriétaire du domaine des Basses-Bruyères, qui comprend une usine de textile qu'il co-dirige avec Henri Corradin, son ami d'enfance. Leur belle entente s'effrite du fait d'une rivalité amoureuse. Julien s'éprend en effet de Régine, la fille du général de Bettigny, que convoite aussi en secret Corradin. Quand Julien et Régine se marient, Corradin, qui enrage, jure la perte de son ancien ami. Le laissant accuser du crime du banquier Marjory, dont il sait qu'il est innocent, il a la satisfaction de le voir condamné à de longues années de bagne. Pendant ce temps, il se rend indispensable auprès de Régine et de sa fille Christiane, cherchant à remplacer Julien dans le cœur de son épouse. Mais c'est compter sans le bûcheron Rudeberg, photographe amateur, qui a pris de lui des clichés compromettants.

## Épisodes
1. L'Ami félon
2. Le Secret de l'étang
3. L'Ambition au service de la haine
4. L'Implacable verdict
5. Le Pont vivant
6. La Voix du sang
7. Les Caprices du destin
8. Champ clos
9. Les Angoisses de Corrandin
10. Le Triomphe de l'amour

- Épisode 1
- Épisode 2
- Épisode 3
- Épisode 4
- Épisode 5
- Épisode 6
- Épisode 7
- Épisode 8
- Épisode 9
- Épisode 10

## Fiche technique
- Titre français : La Maison du mystère
- Réalisation : Alexandre Volkoff
- Scénario : Alexandre Volkoff et Ivan Mosjoukine d'après le roman de Jules Mary
- Décors : Ivan Lochakoff, Edouard Goch
- Photographie : Fédote Bourgasoff, Joseph-Louis Mundwiller et Nicolas Toporkoff
- Production : Joseph N. Ermolieff
- Pays de production : France
- Société de production : Les Films Albatros
- Société de distribution : Les Films Eclipse
- Format : Noir et blanc - 1,33:1 - Film muet
- Genre : drame
- Durée : 382 minutes - Film en 10 chapitres
- Date de sortie : 23 mars 1923

## Distribution
- Ivan Mosjoukine : Julien Villandrit
- Charles Vanel : Henri Corradin
- Nicolas Koline : Rudeberg
- Hélène Darly : Régine de Bettigny
- Claude Bénédict : le général de Bettigny
- Vladimir Strizhevsky : Pascal
- Simone Genevois : Christiane enfant
- Francine Mussey : Christiane
- Ernest Bourbon : Bagnard évadé / Clown (non crédité)
- José Davert : Bagnard 275 (non crédité)
- Sylvia Grey : Marjorie (non crédité)
- Fabien Haziza : Pascal enfant (non crédité)

## Restauration
Entre 1985 et 1992, Renée Lichtig restaura le film à partir d'un négatif nitrate d'origine. 